# Wildwood, Missouri
Wildwood är en stad i St. Louis County i Missouri och en förort till Saint Louis. Vid 2010 års folkräkning hade Wildwood 35 517 invånare.
Wildwood fick officiellt status som stad år 1995.